# Åse, Viste, Barne och Laske domsaga
Åse, Viste, Barne och Laske domsaga var en domsaga i Skaraborgs län, bildad 1864. Domsagan upplöstes 1971 i samband med tingsrättsreformen i Sverige, då den överfördes till Lidköpings tingsrätt och Vara tingsrätt.
Domsagan lydde under Göta hovrätt. Till en början låg tre tingslag under domsagan men detta antal minskades den 1 januari 1897 till bara ett.

## Tingslag
- Barne tingslag; till 1 januari 1897
- Laske tingslag; till 1 januari 1897
- Åse och Viste tingslag; till 1 januari 1897
- Åse, Viste, Barne och Laske domsagas tingslag; från 1 januari 1897

## Häradshövdingar
- 1864–1890 Herman Bernhard Bursie
- 1890–1907 Tomas Rosenquist af Åkershult
- 1907–1937 Carl Esaias Arhusiander
- 1938–1961 Nils Olof Bärnheim
- 1961–1970 Thord Granger

## Valkrets för val till andra kammaren
Mellan andrakammarvalen 1866 och 1908 utgjorde Åse, Viste, Barne och Laske domsaga en valkrets: Åse, Viste, Barne och Laske domsagas valkrets. Valkretsen avskaffades vid införandet av proportionellt valsystem inför valet 1911 och uppgick då i Skaraborgs läns södra valkrets.

### Fotnoter
1. ↑   (PDF) Bidrag till Sveriges officiella statistik. A. Befolkningsstatistik Statistiska centralbyråns underdåniga berättelse för år 1900. Andra afdelningen: Areal och folkmängd för särskilda administrativa, judiciella och ecklesiastiska områden jämte uppgifter om främmande trosbekännare. Stockholm: Statistiska centralbyrån. 1906. sid. 50. Arkiverad från originalet den 2 oktober 2014. https://www.webcitation.org/6T1dBOrTB?url=http://www.scb.se/H/BISOS%201851-1917/BISOS%20A%20Befolkning%201851-1910/Befolkning-A-1900-andra.pdf. Läst 2 oktober 2014 Arkiverad 11 november 2013 hämtat från the Wayback Machine.